# 立陶宛的非洲移民
立陶宛，有少數來自非洲的移民。根據立陶宛移民部，全國有264個非洲人，238人是男性，26人是女性，其中91人來自尼日利亞。
歷史上立陶宛幾乎沒非歐洲居民，只有少數來自俄羅斯的韃靼人在某些地區單獨生活。
最有名的非洲移民是歌手維多拉斯·迪瓦阿拉，他父親來自馬里。